# Окаймляющие рифы
Окаймляющие рифы (береговые рифы, окаймляющие коралловые сооружения) — разновидность коралловых рифов.
Окаймляющие рифы образуются на внешней части прибрежной отмели (чаще всего на абразионной террасе). Быстрее всего кораллы растут на внешнем склоне рифа. Они образуются также при отмирании полипов. Живые колонии кораллов располагаются на этом субстрате, имеющем толщину несколько десятков метров.
На пологих склонах ширина рифов может составлять более 200 м, на дне со значительным уклоном она сокращается до 50—100 м. Протяженность окаймляющего рифа может достигать нескольких десятков километров. 
При тектоническом погружении окаймляющий риф постепенно преобразуется в барьерный. При этом внешний край рифа надстраивается в высоту, а пространство между внешним краем коралловой постройки и берегом постепенно преобразуется в лагуну.
Этот тип рифовых кораллов преобладает в Карибском и Красном море.

## Другие виды коралловых рифов
- барьерные рифы
- внутрилагунные рифы
- атоллы